# 2002年香港選舉委員會界別分組補選
2002年香港選舉委員會界別分組補選於2002年1月6日上午7時30分至晚間7時30分舉行，旨在更新選舉委員會中，因不同原因出缺的委員，以應付當年3月舉辦的第2屆行政長官選舉。

## 背景
在2000年7月14日，選舉事務處發表了一份選舉委員會委員名單，即選舉委員會正式委員登記冊，這名單須在舉行行政長官選舉前更新。於2001年11月16日，選舉登記主任根據上述正式委員登記冊，發表了一份選舉委員會臨時委員登記冊。這份臨時委員登記冊並不包括那些選舉登記主任有合理理由相信已去世、已辭去（或當作已辭去—委員席位，或不再有（或已喪失）資格登記為立法會地方選區選民的人士。這些人士的姓名則載於遭剔除者名單內，這名單與臨時委員登記冊同時發表。臨時委員登記冊和遭剔除者名單，均張貼於選舉事務處及民政事務總署轄下各民政事務處，供公眾人士查閱。
選舉登記主任根據臨時委員登記冊，按每個界別分組獲分配的委員席位數目，查核了當時每個界別分組的委員數目（當然委員除外），結果發現四個界別分組各有一個席位空缺，基於上述情況，選管會須於行政長官選舉前，就上述各界別分組舉行補選，以填補有關席位空缺。

## 空缺席位
| 界別                   | 離任人士 | 離任原因                                                  |
| 建築、測量及都市規劃界 | 劉炳章   | 成為立法會議員後，已被當作於2001年9月21日辭去委員的席位。 |
| 金融界                 | 梁錦松   | 獲委任為財政司司長後，於2001年3月28日辭去委員的席位。     |
| 鄉議局                 | 鄧銀海   | 於2001年8月25日逝世。                                     |
| 法律界                 | 余若薇   | 成為立法會議員後，已被當作於2001年9月21日辭去委員的席位。 |

## 提名
在2001年12月14日至12月20日的提名期內，選舉主任共接獲來自全部4個界別分組的7份提名書。在建築、測量及都市規劃界內，只接獲一份提名書，故該界別的候選人自動當選。其餘界別各有兩名候選人競逐席位。

## 結果
投票日當天共設立了4個投票站，供合共4,294名投票人前往投票，而票站分別位於香港會議展覽中心、香港文化中心行政大樓、源禾路體育館及葵青劇院展覽館。
這次選舉最終有800人投票，投票率僅為18.63%，選管會認為補選較難引起選民關注，故出現低投票率乃正常現象。最終，選舉委員會需要選出的三名遞補委員順利選出。

### 點票結果
| 界別                 | 分組                   | 登記選民 | 候選人數目 | 所需委員數目 | 總票數   | 投票率   |
| I                    | 金融界                 | 123      | 2          | 1            | 30       | 24.39    |
| II                   | 建築、測量及都市規劃界 | 3,908    | 1          | 1            | 自動當選 | 自動當選 |
| III                  | 法律界                 | 4,033    | 2          | 1            | 649      | 16.09    |
| IV                   | 鄉議局                 | 138      | 2          | 1            | 121      | 87.68    |
| 三個需選舉之界別總數 | 三個需選舉之界別總數   | 4,294    | 7          | 4            | 800      | 18.63    |

#### 金融界
| 2002年香港選舉委員會界別分組補選：金融界界別分組 |          |          |      |        |
| 政黨                                             | 政黨     | 候選人   | 票數 | 百份比 |
|                                                  | 無黨籍   | 袁偉強   | 23   | 76.7   |
|                                                  | 無黨籍   | 邵友保   | 7    | 23.3   |
| 有效選票                                         | 有效選票 | 有效選票 | 30   | 30     |
| 無效選票                                         | 無效選票 | 無效選票 | 0    | 0      |
| 總票數                                           | 總票數   | 總票數   | 30   | 24.39  |
| 登記選民                                         | 登記選民 | 登記選民 | 123  | 123    |

#### 建築、測量及都市規劃界
| 2002年香港選舉委員會界別分組補選：建築、測量及都市規劃界界別分組 |          |          |          |          |
| 政黨                                                             | 政黨     | 候選人   | 票數     | 百份比   |
|                                                                  | 自由黨   | 何承天   | 自動當選 | 自動當選 |
| 登記選民                                                         | 登記選民 | 登記選民 | 3,908    | 3,908    |

#### 法律界
| 2002年香港選舉委員會界別分組補選：法律界界別分組 |          |          |       |        |
| 政黨                                             | 政黨     | 候選人   | 票數  | 百份比 |
|                                                  | 無黨籍   | 湯家驊   | 415   | 63.9   |
|                                                  | 無黨籍   | 周永健   | 231   | 35.6   |
| 有效選票                                         | 有效選票 | 有效選票 | 646   | 646    |
| 無效選票                                         | 無效選票 | 無效選票 | 3     | 3      |
| 總票數                                           | 總票數   | 總票數   | 649   | 16.09  |
| 登記選民                                         | 登記選民 | 登記選民 | 4,033 | 4,033  |

#### 鄉議局
| 2002年香港選舉委員會界別分組補選：鄉議局界別分組 |          |          |      |        |
| 政黨                                             | 政黨     | 候選人   | 票數 | 百份比 |
|                                                  | 無黨籍   | 林偉強   | 94   | 77.7   |
|                                                  | 無黨籍   | 鄧錦良   | 24   | 19.8   |
| 有效選票                                         | 有效選票 | 有效選票 | 118  | 118    |
| 無效選票                                         | 無效選票 | 無效選票 | 3    | 3      |
| 總票數                                           | 總票數   | 總票數   | 121  | 87.68  |
| 登記選民                                         | 登記選民 | 登記選民 | 138  | 138    |

## 外部連結
- 2002年界別分組補選－二零零二年行政長官選舉報告書網頁（页面存档备份，存于）